# Venanci (cònsol 507)
Venanci (floruit 507) va ser un polític romà i cònsol durant l'any 507 amb l'emperador Anastasi I com a col·lega seu.
El seu pare era Pere Marcel·lí Fèlix Liberi. James O'Donnel assenyala que "l'únic parent conegut de l'aristocràcia" de Liberi, excepte Venanci, era Aviè, cònsol el 501.